# Thaumetopoea herculeana
Thaumetopoea herculeana är en fjärilsart som beskrevs av Jules Pièrre Rambur 1837. Thaumetopoea herculeana ingår i släktet Thaumetopoea och familjen tandspinnare. Inga underarter finns listade i Catalogue of Life.